# Эрдик
Эрдик (кирг. Эрдик) — село в Узгенском районе Ошской области Кыргызстана. Входит в состав Куршабского аильного округа. Код СОАТЕ — 41706  255 853 02 0

## Население
По данным переписи 2023 года, в селе проживало 959 человек.